# Perdikorráchi
Perdikorráchi är en ort i Grekland.   Den ligger i prefekturen Nomós Ártas och regionen Epirus, i den centrala delen av landet, 250 km nordväst om huvudstaden Aten. Perdikorráchi ligger 604 meter över havet och antalet invånare är 185.
Terrängen runt Perdikorráchi är kuperad västerut, men österut är den bergig. Terrängen runt Perdikorráchi sluttar västerut.Runt Perdikorráchi är det glesbefolkat, med 10 invånare per kvadratkilometer. Närmaste större samhälle är Kompóti, 12,8 km väster om Perdikorráchi. I omgivningarna runt Perdikorráchi växer i huvudsak blandskog.